# 扮演受害者
扮演受害者（Victim Playing）是一種為了多種理由而編造或誇大自己受害者身分的行為，這種行為常常用以合理化自己的虐待行為、用以操縱他人，或用作一種心理因應、尋求關注（Attention seeking）或卸責的手段。在英語中，一個常常扮演受害者的人又稱「專業受害者」（professional victim）。

## 理由

### 合理化虐待行為
施虐者扮演受害者的原因如下：
- 非人化：在其中施虐者藉由宣稱他人（通常是受虐者）品行不佳，因此施虐是合理的這點，將他人的注意力從虐待行為本身轉移開來。
- 在言行控制中制約他人：在其中施虐者藉由引發他人的同情，以讓他人支持或協助施虐行為，或讓施虐行為得以發生（這種狀況又稱代理施虐）。

施虐者常會扮演受害者，而這麼的目的如下：
- 在自己內心合理化自己的行為：在交流分析（transactional analysis）中，這是一種用以處理認知失調的手段，而認知失調會導致施虐者對自己的信念以及他們實際對待他人手段之間的不一致。
- 讓他人合理化自己的行為：這種做法是用以迴避或減弱他人嚴厲裁決或指責的作法，而施虐者常常害怕他人的這類制裁。

### 用以操縱他人
操縱者常藉由將自己描述成情境或他人行為的受害者以博取同情和憐憫，或用以挑起他人的惻隱之心，以從他人處得到自己想要的東西的做法，來扮演受害者的角色。有良心且會關注他人的人，常常不能容忍他人受苦，因此對操縱者而言，玩弄他人的同情以得到合作常常是容易且有利的。
盡管在獲得短期目標的狀況下，扮演受害者可以非常有效，但長期而言，這種做法沒那麼有效，原因如下：
專業受害者在這方面的才能，能如飛蛾撲火一般地吸引他人的到來；而專業受害者常態地悲慘狀態，會激起他人的利他動機，而要忽略一個經常哭喊著要協助的人的要求，是很困難的；然而就如飛入火焰中的飛蛾一般，幫助者很快就會受到傷害，沒有任何的東西能讓這些專業受害者擺脫困境，沒有任何可行的方法，而幫助者的努力，常常受到忽略、小看或受到敵視，也無怪乎幫助者最後感到挫折，並因而走開。

### 其他理由
扮演受害者也是一種尋求關注的手段，一種扮演受害者以尋求關注的例子是孟乔森综合征。

## 職場生活
作為所有專業人士的潛在武器，扮演受害者的話語已進入當代職場生活當中。若要將扮演受害者的人定義為「不誠實」的人，賦權的回應可能有效；另外了解兒童時期個人界限（Personal boundaries）方面的問題在扮演受害者策略方面的角色也可能有用。
然而在辦公室政治的氛圍下，這個詞可能會受到濫用，進而導致真正受到不義行為侵害的受害者和扮演受害者的人都受到懲處。

## 心理機制
在溝通分析學派中，學者對真正的受害者以及懷有惡意並得到此種身分的假受害者做出區別，假受害者常忽略自身的能力以改善自身的處境。美國心理學家艾瑞克·伯恩（Eric Berne）指出，一些扮演受害者的人常玩且可預測的人際「遊戲」包括了「看，我多麼努力」以及「木腿」等等。
隆納·大衛·連恩認為，「在實務上，很難區辨一個關係是否為『共犯』結構，以及這種『共犯』結構的發展到什麼程度。」，他指出有時難以知道什麼時候「一個人總是被動的受害者」，什麼時候一個人在扮演受害者；在受害者身分內化時，這問題會變得更加嚴重，而這可能會以「雙重束縛」（double bind）的形式呈現。
客体关系理论研究了說假的自我所擁有的身分，會如何導致永久的受害者身分認知，這是一種總是受到外在命運擺布的認知。
若要打破這種負面情節以及逃離受害者身分的被動性，一個人需要為自身的慾望和長期行為負起責任。

### 引用
1. ↑  Bailey-Rug C (2015) Life After Narcissistic Abuse
2. ↑  Bailey-Rug C (2016) It's Not You, It's Them: When People Are More Than Selfish
3. ↑  Simon, George K. . 1996. ISBN 978-0-9651696-0-8.
4. ↑  Manfred F.R. Kets de Vries (2014). Are you a victim of the victim syndrome? Organizational Dynamics 43, pp 130-137 https://dx.doi.org/10.1016/j.orgdyn.2014.03.007
5. ↑  Susan A. DePhillips, Corporate Confidential (2005) p. 65
6. ↑  Anthony C. Mersino, Emotional Intelligence for Project Managers (2007) p. 60 and p. 43
7. ↑  Mersino, p. 104
8. ↑  Petruska Clarkson, Transactional Analysis in Psychotherapy (London 1997) p. 217
9. ↑  Eric Berne, Games People Play (Penguin 1964) p. 92 and p. 141-2
10. ↑  R. D. Laing, Self and Others (Penguin 1969) p. 108
11. ↑  Laing, p. 145
12. ↑  Neville Symington, Narcissism: A New Theory (London 1993) p. 116
13. ↑  Michael Parsons, The Dove that Returns, the Dove that Vanishes (London 2000) p. 34
14. ↑  Pauline Young-Eisendrath, Women and Desire (London 2000) p. 201 and p. 30

## 外部連結
- Booknotes interview with Charles Sykes on A Nation of Victims: The Decay of the American Character, November 29, 1992 （页面存档备份，存于）